# Audan Märtök
Der Audan Märtök (kasachisch Мәртөк ауданы Märtök audany, russisch Мартукский район Martukski rajon) ist ein Bezirk im Gebiet Aqtöbe in Kasachstan.

## Geografie
Der Audan Märtök liegt im Westen Kasachstans im Gebiet Aqtöbe. Er grenzt im Norden an die Oblast Orenburg in Russland, im Osten an den Audan Qarghaly und im Süden an das Gebiet der Stadtverwaltung von Aqtöbe und den Audan Algha. Im Westen grenzt der Audan Qobda an den Bezirk an.

## Bevölkerung
Bei der Volkszählung 1999 hatte der Audan Märtök 31.084 Einwohner. Die Volkszählung 2009 ergab für den Bezirk eine Einwohnerzahl von 29.843. Bei der letzten Volkszählung 2021 lebten 29.335 Menschen im Audan Märtök. Die Fortschreibung der Bevölkerungszahl ergab zum 1. Januar 2025 eine Einwohnerzahl von 29.466.
| Einwohnerentwicklung               | Einwohnerentwicklung | Einwohnerentwicklung | Einwohnerentwicklung | Einwohnerentwicklung | Einwohnerentwicklung | Einwohnerentwicklung | Einwohnerentwicklung |
| ---------------------------------- | -------------------- | -------------------- | -------------------- | -------------------- | -------------------- | -------------------- | -------------------- |
| 1939                               | 1959                 | 1970                 | 1979                 | 1989                 | 1999                 | 2009                 | 2021                 |
| 29.150                             | 32.458               | 40.990               | 32.749               | 31.716               | 31.084               | 29.843               | 29.335               |
| Anmerkung: Volkszählungsergebnisse |                      |                      |                      |                      |                      |                      |                      |

## Verwaltungsgliederung
Der Audan Märtök ist in 13 ländliche Bezirke (kasachisch Ауылдық округ Auyldyq okrug; russisch Сельский округ Selski okrug) gegliedert (Stand: 2021).
| Ländlicher Bezirk | Einwohner | Einwohner | Orte                                                       |
| Ländlicher Bezirk | 2009      | 2021      | Orte                                                       |
| ----------------- | --------- | --------- | ---------------------------------------------------------- |
| Aqqudyq           | 1.509     | 993       | Dostyq, Perwomaika, Qarabulaq, Schangaschol, Wosnessenowka |
| Bainassai         | 864       | 664       | Aqmolassai, Bainassai                                      |
| Baitoryssai       | 1.487     | 992       | Baitoryssai, Dmitrijewka, Poltawka, Pokrowka               |
| Märtök            | 10.472    | 11.337    | Märtök, Qasan, Qumsai                                      |
| Qaraschai         | 1.095     | 842       | Aqqajyng, Qarataussai                                      |
| Qaratoghai        | 1.659     | 1.517     | Qaratoghai                                                 |
| Qasiret           | 758       | 440       | Qasiret, Schesdibai                                        |
| Qurmansai         | 940       | 487       | Jegisata, Qurmansai, Schangdy                              |
| Qysylschar        | 1.548     | 1.051     | Börte, Qysylschar, Schewtschenko                           |
| Rodnikow          | 1.952     | 1.406     | Rodnikowka                                                 |
| Saryschar         | 3.567     | 4.963     | Saryschar                                                  |
| Schaissang        | 2.565     | 2.930     | Kökpekti, Schaissang, Schangatang                          |
| Tängirbergen      | 1.427     | 1.713     | Kengsachara, Sarschansai                                   |